# Benalúa de las Villas
Benalúa de las Villas là một đô thị trong tỉnh Granada, Tây Ban Nha. Theo điều tra dân số 2005 (INE), đô thị này có dân số là 1391 người.
37°26′B 03°41′T / 37,433°B 3,683°T